# Meksički crveni ris
Meksički crveni ris (lat. Lynx rufus escuinapae) je podvrsta crvenoog risa iz porodice mačaka. Najudomaćeniji je u meksičkim državama Sinaola i Nayarit.

## Opis
Najmanja je podvrsta crvenog risa, i naraste oko dvije veličine domaće mačke. Po izgledu je slična običnom risu, samo joj je rep tamnije boje. Odrasla jedinka teška je 4-13 kilograma. Boja mu varira od svjetlo-sive do crvenkasto-smeđe. Ima karakteristične crne pruge na prednjm nogama i crni vrh na repu, zajedno s crnim vrhovima ušiju i zalizaka na licu. 

## Način života
Mesožder je, hrani se zečevima, glodavcima, ogrličastim pekarijem, nosatim rakunima, pticama i jelenima. Osamljena je, noćna životinja koju rijetko viđaju ljudi. Samo tijekom sezone parenja dosta se jedinki skupi. Sezona parenja može biti u bilo koje doba godine, nije nužno u proljeće.